# Оттава Сенаторс
«Оттава Сенаторс» (фр. Sénateurs d'Ottawa, англ. Ottawa Senators) — професійна хокейна команда столичного міста Оттави, яку в 1992 році заснував канадський мільярдер українського походження Мельник Євген, бізнесмен, філантроп, засновник і генеральний директор корпорації Biovail. «Оттавські сенатори» одна з шести найстарших команд у Національній хокейній лізі. Команда — член Атлантичного дивізіону, Східної конференції, Національної хокейної ліги.
Домашня арена команди — Канадієн Тайр Центр.
Уперше команда «Оттава Сенаторс» грала з 1893 по 1934 і вигравала хокейний трофей Кубок Стенлі аж 10 разів y роках 1902—1903, 1903—1904, 1904—1905, 1905—1906, 1908—1909, 1909—1910, 1910—1911, 1919—1920, 1920—1921, 1922—1923, 1926—1927. Потім команда зникла аж до 1992, коли її відновлено як таку. Тому історію команди розбито на дві частини, а ті перемоги у Кубку Стенлі до нинішнього клубу не враховуються. Першим генеральним менеджером клубу став Мел Бріджмен.

## Посилання

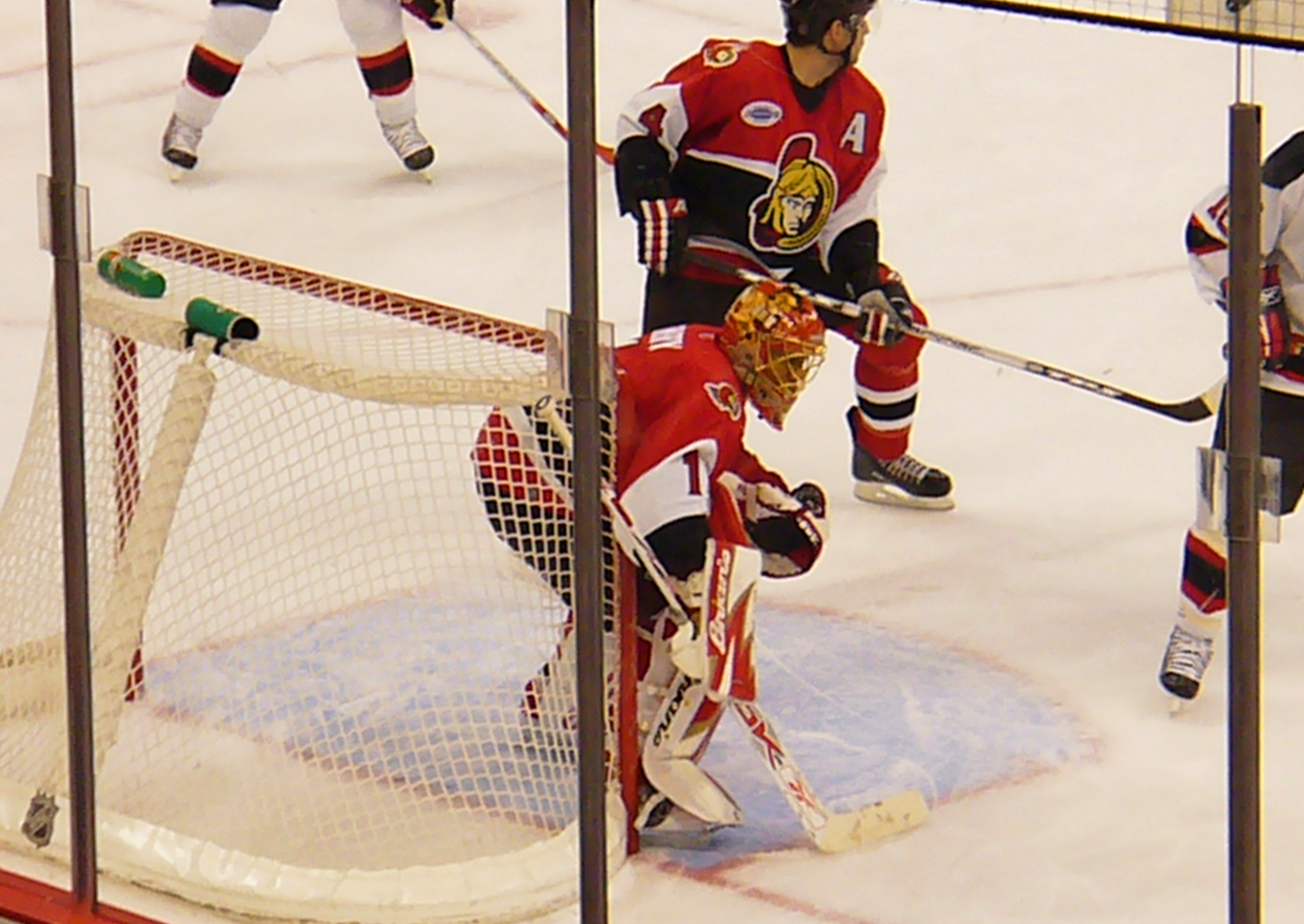
Гравці команди «Оттавські сенатори» у матчі проти Нью-Джерсі Девілс

## Відомі гравці
- Шейн Гнідий
- Жан-Ів Руа
- Грем Таунсгенд